# Dassault Mirage 5
Mirage 5 ((fransk): luftspejling) er et fransk kampfly produceret af Dassault.

## Brugere
- Forenede Arabiske Emirater
- Argentina
- Belgien
- Chile
- Colombia
- Frankrig
- Gabon
- Libyen
- Pakistan
- Peru
- Venezuela
- Egypten